# Jan Christen
Jan Christen (Leuggern, 26 juni 2004) is een Zwitsers wielrenner en veldrijder die in augustus 2023 prof werd bij UAE Team Emirates.

## Carrière

### Beginjaren
Als junior werd Christen in januari 2021 nationaal kampioen veldrijden, voor Nils Aebersold en Finn Treudler. Vijf maanden later werd hij op de weg ook nationaal kampioen tijdrijden. In de Ronde van Valromey won hij de eerste etappe. De leiderstrui die hij daaraan overhield moest hij een dag later afstaan aan Cian Uijtdebroeks. Op het Europese kampioenschap werd hij twaalfde in de tijdrit en zesde in de wegwedstrijd. Twee weken later werd hij zevende in de door Gustav Wang gewonnen tijdrit op het wereldkampioenschap. In de daaropvolgende winter won hij vier crossen op Zwitserse bodem en één in Luxemburg, alvorens zowel de nationale als de wereldtitel op te eisen. Op de weg werd hij in 2022 nationaal kampioen tijdrijden en Europees kampioen op de weg. Op het WK werd hij vierde in de tijdrit en twaalfde in de wegwedstrijd.
In 2021 en 2022 werd hij op de baan nationaal kampioen bij het omnium bij de junioren.

### Naar de profs
In 2023 maakte Christen de overstap naar Hagens Berman Axeon, waar hij door UAE Team Emirates werd gestald tot hij de overstap naar de profs zou maken. Namens die ploeg werd hij onder meer achtste in Luik-Bastenaken-Luik voor beloften en won hij een etappe in de Giro Next Gen. Per 1 augustus werd hij overgeheveld naar de hoofdmacht van UAE Team Emirates. In het verdere verloop van 2023 was hij nog actief in de Ronde van Luxemburg en meerdere Italiaanse eendagswedstrijden.
Zijn eerste volledige seizoen startte hij veelbelovend met een derde plaats in het jongerenklassement van de Ronde van de Algarve, een vijfde plaats in de Trofeo Laigueglia en een aantal dagen later werd hij tweede in Milaan-Turijn. Zijn eerste profoverwinning was de tweede etappe in de Ronde van de Abruzzen, waar hij de Kazach Aleksej Loetsenko achter zich liet. Later in het jaar nam Christen nog viermaal deel aan een meerdaagse etappewedstrijd. Zeges boekte hij nog tweemaal in eendaagse wedstrijden. Medio juli kwam hij als eerste over de finish in de Ronde van de Appennijnen en amper twee weken later won hij ook de Prueba Villafranca de Ordizia. Op deze manier wist Christen zijn debuutjaar bij UAE Team Emirates tot een geslaagd einde te brengen.
Eind 2024 tekende hij een contract voor zes jaar, tot en met 2030. Zijn eerste overwinning van het jaar behaalde hij op zijn derde wedstrijddag, toen was hij Frederik Wandahl en Christian Scaroni te slim af in de Trofeo Calvià.

## Palmares

### Veldrijden
| Seizoen   | Wereldbeker | EKZ CrossTour | WK       | EK       | ZK       | Overige                                   | Totaal aantal zeges |
| Junioren  | Junioren    | Junioren      | Junioren | Junioren | Junioren | Junioren                                  | Junioren            |
| --------- | ----------- | ------------- | -------- | -------- | -------- | ----------------------------------------- | ------------------- |
| 2020-2001 |             |               |          |          | Goud     |                                           | 1                   |
| 2021-2022 |             |               | ↑        | 10e      | Goud     | Illnau, München, Hittnau, Pétange, Meilen | 7                   |
| Beloften  |             |               |          |          |          |                                           |                     |
| 2022-2023 |             |               | 20e      | 36e      | Zilver   |                                           | 0                   |

### Wegwielrennen

#### Overwinningen
2021
 Zwitsers kampioen tijdrijden, Junioren
1e etappe Ronde van Valromey
2022
3e etappe Ronde van de Vaud
Eindklassement Ronde van de Vaud
 Zwitsers kampioen tijdrijden, Junioren
 Europees kampioen op de weg, Junioren
2023
7e etappe Giro Next Gen
2024
2e etappe Ronde van de Abruzzen
Ronde van de Appennijnen
Prueba Villafranca de Ordizia
 Wereldkampioenschap tijdrijden, beloften
2025
Trofeo Calvià
2e etappe Ronde van de Algarve

#### Resultaten in voornaamste wedstrijden
|      | \| Jaar \| Amstel Gold Race \| Ronde van Lombardije \| Milaan-Turijn \| Clásica San Sebastián \| Waalse Pijl \| \| ---- \| ---------------- \| -------------------- \| ------------- \| --------------------- \| ----------- \| \| 2024 \| 30e \| opgave \| ↑ \| 9e \| \| \| 2025 \| \| \| \| ↑ \| 13e \| |                      |               |                       |             |
| Jaar | Amstel Gold Race | Ronde van Lombardije | Milaan-Turijn | Clásica San Sebastián | Waalse Pijl |
| 2024 | 30e | opgave               | ↑             | 9e                    |             |
| 2025 | |                      |               | ↑                     | 13e         |

#### Resultaten in kleinere rondes
| Jaar | Ronde van Romandië | Ronde van Zwitserland | Ronde van Polen |
| ---- | ------------------ | --------------------- | --------------- |
| 2023 | 54e                |                       |                 |
| 2024 | 31e                | 30e                   | 15e             |
| 2025 | opgave             | opgave                |                 |

(*) tussen haakjes aantal individuele etappeoverwinningen

## Ploegen
- 2023 –  Hagens Berman Axeon (tot 31 juli)
- 2023 –  UAE Team Emirates (vanaf 1 augustus)
- 2024 –  UAE Team Emirates
- 2025 –  UAE Team Emirates

Ackermann · Almeida · Ayuso · Bax · Bennett · Bjerg · Christen (vanaf 1/8) · Covi · Fisher-Black · Formolo · Gibbons · Groß · Großschartner · Hirschi · Hodeg · Laengen · Majka · McNulty · Molano · Novak · I. Oliveira · R. Oliveira · Pogačar · Polanc (tot 15/5) ·  Soler · Trentin · Ulissi · Vine · Vink · Wellens · Yates · Glivar (stagiair)
Almeida · Arrieta · Ayuso · Baroncini · Bax · Bjerg · Christen · Covi · del Toro · Fisher-Black · Großschartner · Hirschi · Hodeg · Laengen · Majka · McNulty · Molano · Morgado · Novak · I. Oliveira · R. Oliveira · Pogačar · Politt · Sivakov · Soler · Ulissi · Vine · Vink · Wellens · Yates